# 松田祥位
松田祥位（日语：／ Matsuda Shoi，1999年9月13日—），日本男子自行车运动员，2022年亚洲场地自行车锦标赛个人追逐赛和团体追逐赛金牌得主、2022年亚洲运动会团体追逐赛金牌得主。